# Anoplius concinnus
Anoplius concinnus ist ein Hautflügler aus der Familie der Wegwespen (Pompilidae). 

## Merkmale
Die Wespe erreicht eine Körperlänge von 7,5 bis 11,5 Millimetern (Weibchen) bzw. 6 bis 8,5 Millimetern (Männchen). Ihr Körper ist schwarz gefärbt. Das zweite Glied der Fühler ist 4,5 Mal so lang, wie am Ende dick. Das dunkle Pterostigma ist größer als bei den verwandten Arten. Die Tarsen haben nur kurze Kammdornen. Die Art ist leicht mit den übrigen schwarz gefärbten Arten der Gattung Anoplius zu verwechseln.

## Vorkommen
Die Art ist von Nordafrika über Europa bis nach Zentralasien verbreitet. Sie besiedelt Gewässerufer, offene sandige Lebensräume und im Siedlungsbereich des Menschen auch beispielsweise Fugen zwischen Pflastersteinen. Die Tiere fliegen in zwei Generationen von Ende Mai bis Anfang Oktober. Ob eine partielle dritte Generation auftritt, ist unklar. Sie sind in Deutschland eher selten, nur im Norden häufiger anzutreffen.

## Lebensweise
Die Männchen von Anoplius concinnus sind protandrisch. Gleich nach dem Schlupf im Frühling patrouillieren die Männchen auf der Suche nach Weibchen im Bereich der Nester des letzten Jahres. Diese werden schon kurze Zeit nach dem Schlupf befruchtet. Sie beginnen den Nestbau nach einer Zeit des Inspizierens mit Probegrabungen. Schließlich wird ein bis zu neun Zentimeter Tiefer Gang gegraben, wobei der Sand trichterförmig um den Eingang zum Liegen kommt. Unüblich für Wegwespen werden ein bis maximal sieben Zellen pro Nest angelegt. Pro Tag kann ein Weibchen bis zu drei Eier ablegen. Während des Nestbaus übernachtet das Weibchen im unverschlossenen Nest. Auch während der erst an den Nestbau anschließenden Nahrungssuche wird das Nest nicht verschlossen. Die Brut wird mit Wolfspinnen (Lycosidae) versorgt. Im Durchschnitt wird alle 50 Minuten eine Spinne in das Nest eingetragen, maximal sind es pro Tag drei Stück. Je eine Spinne wird gemeinsam mit einem Ei pro Zelle abgelegt. Transportiert wird die Beute entweder vorwärts getragen oder rückwärts gezogen. Sie werden zunächst vor dem Nesteingang abgelegt. Anschließend wird das Nest bis zu eine halbe Stunde lang kontrolliert und nötigenfalls ausgebessert, bevor die Beute an den Spinndrüsen in das Nest gezerrt wird. Sind die Temperaturen ideal fliegen die Weibchen bis etwa 19.20 Uhr. Schließlich wird das Nest mit Steinchen verschlossen und anschließend mit Sand zugescharrt, der mit gekrümmtem Hinterleib festgestampft wird. Die zweite Generation entwickelt sich ab Ende April und benötigt bis zum Schlupf knapp 30 Tage. Die Überwinterung erfolgt als Ruhelarve (Praepupa). Nicht selten kämpfen Artgenossen um ihre Nester und erobern Weibchen so die Nester von Konkurrentinnen.

## Belege